# Монтиньи-сюр-Шьер
Монтиньи́-сюр-Шьер (фр. Montigny-sur-Chiers) — коммуна во французском департаменте Мёрт и Мозель региона Лотарингия. Относится к  кантону Лонгюйон.

## География
Монтиньи-сюр-Шьер расположен в 55 км к северо-западу от Меца и в 95 км к северо-западу от Нанси. Соседние коммуны:	Кон-ла-Гранвиль, Лекси и Реон на северо-востоке, Кютри на востоке, Юньи, Донкур-ле-Лонгийон и Бёвей на юго-востоке, Вивье-сюр-Шьер на западе, Френуа-ла-Монтань и Телланкур на северо-западе.

## История
- Коммуна входила в историческую провинцию Барруа.
- В 1811 году Фермон был соединён с Монтиньи-сюр-Шьер.

## Демография
Население коммуны на 2010 год составляло 477 человек.
| 1962 | 1968 | 1975 | 1982 | 1990 | 1999 | 2010 |
| ---- | ---- | ---- | ---- | ---- | ---- | ---- |
| 665  | 622  | 574  | 511  | 507  | 443  | 477  |

## Достопримечательности

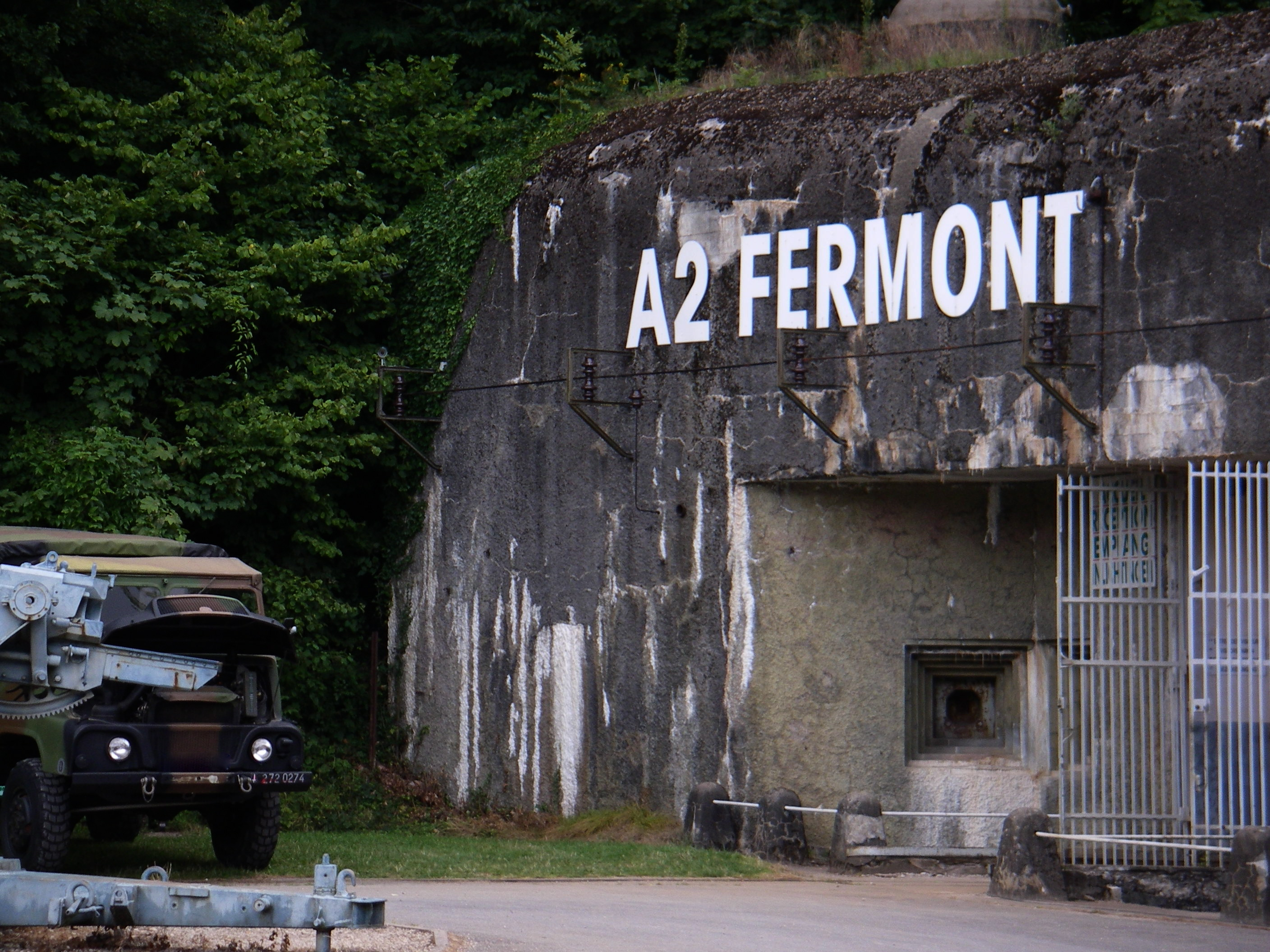
Структурный элемент линии Мажино в Фермоне

- Замок-крепость в Фермоне известен по крайней мере со второй половины XV века.
- Въездные ворота и структурный элемент линии Мажино в Фермоне. Форт Фермон был сооружён в 1929—1937 годах. Галереи форта уходят на глубину до 30 метров. Гарнизон форта составом в 600 человек успешно оборонялся от нацистской армии вплоть до французской капитуляции в 1940 году.